# Alexandru Proca
Alexandru Proca (Bucareste, Romênia, 16 de outubro de 1897 – Paris, França, 13 de dezembro de 1955) foi um físico romeno. Ele ficou conhecido por desenvolver a teoria do méson da força nuclear forte e pela elaboração das equações matemáticas que levam seu nome, Equação de Proca. Ganhou cidadania francesa em 1931.

## Biografia
Proca demonstrou interesse em física teórica desde a época de estudante na Romênia. Depois de concluído o ensino fundamental ele se mudou para Paris onde se graduou em ciências pela Universidade de Paris-Sorbonne, recebendo seu diploma de bacharel pelas mãos de Marie Curie. Em 1925 trabalhou como físico pelo Instituto Curie.
Pela mesma Universidade de Paris-Sorbonne ele defendeu sua tese de Ph.D. em física teórica sob a orientação do físico laureado pelo Prêmio Nobel Louis de Broglie. A tese de Proca se intitulava On the relativistic theory of Dirac's electron e foi defendida perante um comitê coordenado pelo também laureado pelo Nobel Jean Perrin.
Proca também estudou e trabalhou com físicos renomados como Niels Bohr e Marie Curie.
Efetuou uma breve estadia em Portugal, no ano de 1943, onde - em substituição de Guido Beck - vem a orientar o Seminário de Física Teórica, organizado por Ruy Luís Gomes e outros cientistas portugueses, no Centro de Estudos Matemáticos da Universidade do Porto.

## Leitura recomendada
- Poenaru, Dorin N.; Calboreanu, Alexandru (2006). «Alexandru Proca (1897–1955) and his equation of the massive vector boson field» (PDF). Europhysics News. 37 (5): 24–26. doi:10.1051/epn:2006504
- Poenaru, Dorin N. (2005). «Alexandru Proca (1897–1955) the Great Physicist»